# Nostoi
Os Nostoi (em grego antigo Νόστοι, transl. Nóstoi, literalmente  'retornos') são uma epopeia perdida da Grécia antiga  atribuída pelos antigos a Hegésias de Salamina, Agias de Trezena, Eumelo de Corinto ou mesmo a Homero.
Os Nostoi faziam parte do Ciclo Troiano, um conjunto de obras que traçavam a história da guerra de Troia. Cronologicamente, foram posteriores a O Saque de Troia e precederam a Odisseia. A datação da obra é extremamente incerta, podendo ter sido concluída entre os séculos VII a.C. e VI a.C..
Somente cinco linhas e meia do poema original chegaram à nossa época. Um resumo detalhado da obra está na Crestomatia atribuída a Proclo. O poema é dividido em cinco livros escritos em hexâmetros, que contam o retorno ao lar dos heróis gregos, após a Guerra de Troia.